# Césaire de Heisterbach
 (juillet 2016).
Si vous disposez d'ouvrages ou d'articles de référence ou si vous connaissez des sites web de qualité traitant du thème abordé ici, merci de compléter l'article en donnant les références utiles à sa vérifiabilité et en les liant à la section « Notes et références ».
Césaire de Heisterbach (vers 1180 – avant 1250) est un moine cistercien de l’Allemagne médiévale. Il est parfois appelé le Moine Cesarius.

## Vie
Césaire de Heisterbach est né vers 1180 à (ou près de) Cologne où il fit ses études à l’école claustrale de Saint-André de Cologne en formant également sa connaissance des pères de l’Église et des auteurs classiques, et sa méfiance à l’égard de l'école scolastique.[Quoi ?]
Césaire entra dans le monastère cistercien de Heisterbach près de Bonn en 1199[réf. souhaitée], où furent appréciées ses qualités intellectuelles et pédagogiques. On lui confia très vite la charge de maître des novices et, en 1228, on le nomma prieur.

## Œuvres
Sa renommée de professeur très adroit se répandit vite. Son Père abbé lui commissionna subséquemment une œuvre didactique ; Césaire écrivit ainsi entre 1219 et 1223 le Dialogus magnus visionum ac miraculorum, un des textes les plus connus et appréciés à l’époque (aujourd’hui on en connaît plus de cinquante manuscrits). Dans cet écrit on trouve 746 histoires hagiographiques de miracles, composées sous forme de dialogue entre un novice et son maître. L’œuvre est divisée en douze livres ordonnés par thèmes qui ont facilité son utilisation dans les sermons et les prédications. Il s’agit d’un itinéraire spirituel qui conduit le lecteur des exempla à se confronter avec ces sujets : conversion, contrition, confession, tentation, démons, simplicité, Vierge Marie, visions, sacrement du Corps et du Sang du Christ, miracles, mort, peine et gloire après la mort.
De son autre œuvre hagiographique Volumen diversarum visionum seu miraculorum en huit livres, écrite avec les mêmes buts didactiques que le Dialogus Miraculorum mais sous une autre forme, on ne connaît qu'un seul fragment de trois livres. Césaire ne termina probablement jamais cet écrit.
Après l’assassinat de l’archevêque de Cologne saint Engelbert (1225), Césaire écrivit sa plus importante œuvre historique : Actus, passio et miracula domini Engelberte, dans laquelle il décrit la personne de l’archevêque, les événements qui en ont causé la mort et, dans le troisième livre ajouté en 1237, les miracles arrivés par intercession du saint à travers ses reliques.
Césaire écrivit aussi une biographie de sainte Élisabeth de Hongrie, une liste biographique des archevêques de Cologne de 94 à 1238 (Libellus de dictis quatuor ancillarum), plusieurs sermons (recueillis en 1615 par Coppenstein sous le titre Homiliae sive fasciculus moralitatum) et autres œuvres mineures. Il mourut vers 1250.
C'est Césaire de Heisterbach qui, dans son Livre des Miracles, prêta à Arnaud Amaury, légat pontifical participant au sac de Béziers lors de la croisade des Albigeois, la formule célèbre mais sans doute apocryphe « Tuez-les tous, car Dieu connaît les siens ».